# Saint-Cirgues-de-Malbert
Saint-Cirgues-de-Malbert è un comune francese di 229 abitanti situato nel dipartimento del Cantal nella regione dell'Alvernia-Rodano-Alpi.

## Società

### Evoluzione demografica
Abitanti censiti